# Nati nel 2001/Ottobre
| Questa pagina contiene informazioni ricavate automaticamente dalle voci biografiche con l'ausilio del template Bio e di un bot. L'aggiornamento è periodico e automatico e ricostruisce completamente la pagina. Se manca una persona in questa lista, sei pregato di non aggiungerla, ma accertati piuttosto che la sua voce biografica contenga il template Bio e che i dati anagrafici siano correttamente compilati. Se il template Bio manca, inseriscilo tu stesso o, in alternativa, metti l'avviso {{tmp\|Bio}} che ne segnala la mancanza. Se i dati riportati sono sbagliati, correggi direttamente la voce biografica; le modifiche saranno visibili in questa lista entro pochi giorni. Per chiarimenti vedi il progetto biografie. La lista contiene solo le 231 persone che sono citate nell'enciclopedia e per le quali è stato implementato correttamente il template Bio. Pagina aggiornata al 18 ago 2025. |

- 1º ottobre - Gourav Baliyan, lottatore indiano
- 1º ottobre - Luna Blaise, attrice statunitense
- 1º ottobre - William Dandjinou, pattinatore di short track canadese
- 1º ottobre - Mason Greenwood, calciatore inglese
- 1º ottobre - Eliška Hamzová, cestista ceca
- 1º ottobre - Eddie Salcedo, calciatore italiano
- 1º ottobre - Amar Sylla, cestista senegalese
- 1º ottobre - Cédric Teguía, calciatore spagnolo
- 2 ottobre - Rémi Bourdin, fondista francese
- 2 ottobre - Francesca De Rosa, cestista italiana
- 2 ottobre - Dolgorjavyn Otgonjargal, lottatrice mongola
- 2 ottobre - DJ Steward, cestista statunitense
- 2 ottobre - Martina Toniolo, calciatrice italiana
- 2 ottobre - Luis Mandaca, calciatore brasiliano
- 3 ottobre - Liel Abada, calciatore israeliano
- 3 ottobre - Alice Goodall, mezzofondista britannica
- 3 ottobre - Caleb Rogers, giocatore di football americano statunitense
- 3 ottobre - El Bilal Touré, calciatore maliano
- 4 ottobre - Kris Abrams-Draine, giocatore di football americano statunitense
- 4 ottobre - Ryan Astley, calciatore gallese
- 4 ottobre - Filippo Della Vite, sciatore alpino italiano
- 4 ottobre - Adisa Isaac, giocatore di football americano statunitense
- 4 ottobre - Laurel Marsden, attrice statunitense
- 4 ottobre - Konrad Matuszewski, calciatore polacco
- 4 ottobre - Alessandra Orsili, cestista italiana
- 4 ottobre - Ilias Sebaoui, calciatore marocchino
- 4 ottobre - Arthur Zagré, calciatore francese
- 5 ottobre - Dalila Bela, attrice canadese
- 5 ottobre - Gervon Dexter, giocatore di football americano statunitense
- 5 ottobre - Jonatan Hellvig, giocatore di beach volley svedese
- 5 ottobre - Alioune Ndoye, calciatore senegalese
- 5 ottobre - Yan Souto, calciatore brasiliano
- 5 ottobre - Hugo Toumire, ciclista su strada francese
- 5 ottobre - Norbert Wojtuszek, calciatore polacco
- 6 ottobre - Montader Abdul Amir, calciatore iracheno
- 6 ottobre - İpek Filiz Yazıcı, attrice turca
- 6 ottobre - Jens van 't Wout, pattinatore di short track olandese
- 7 ottobre - Loïs Abouly, sciatrice alpina francese
- 7 ottobre - Rômulo Azevedo Simão, calciatore brasiliano
- 7 ottobre - Flavien Boyomo, calciatore camerunese
- 7 ottobre - Alex Mitchell, calciatore inglese
- 7 ottobre - Elmin Rastoder, calciatore svizzero
- 7 ottobre - Senate Seeiso, principessa lesothiana
- 8 ottobre - Reece Beekman, cestista statunitense
- 8 ottobre - Tyler Bilyard, mezzofondista britannico
- 8 ottobre - Ibrahim Buhari, calciatore nigeriano
- 8 ottobre - Alfred Collins, giocatore di football americano statunitense
- 8 ottobre - Bogdan-Daniel Deac, scacchista rumeno
- 8 ottobre - Matisse Didden, calciatore belga
- 8 ottobre - Cecilie Fløe, calciatrice danese
- 8 ottobre - Huh Yunjin, cantante e cantautrice statunitense
- 8 ottobre - Percy Hynes White, attore canadese
- 8 ottobre - Daniil Kornjušin, calciatore russo
- 8 ottobre - Lo Chia-ling, taekwondoka taiwanese
- 8 ottobre - Kareem Hatem Mersal, lunghista italiano
- 8 ottobre - Bali Mumba, calciatore inglese
- 8 ottobre - Massamba N'Diaye, calciatore senegalese
- 8 ottobre - Peyton Stearns, tennista statunitense
- 8 ottobre - Witan Sulaeman, calciatore indonesiano
- 9 ottobre - Louis Hynes, attore britannico
- 9 ottobre - Agustín Lagos, calciatore argentino
- 9 ottobre - Bethan Morley, mezzofondista britannica
- 9 ottobre - Florian Müller, slittinista tedesco
- 9 ottobre - Settembre, cantautore italiano
- 10 ottobre - Jordan Burch, giocatore di football americano statunitense
- 10 ottobre - Blake Cooper, attore statunitense
- 10 ottobre - Alpha Diounkou, calciatore senegalese
- 10 ottobre - Giorgi Gagua, calciatore georgiano
- 10 ottobre - Kris Jenkins, giocatore di football americano statunitense
- 10 ottobre - Sampson Dweh, calciatore liberiano
- 10 ottobre - Ferhat Saglam, calciatore liechtensteinese
- 10 ottobre - Anna Torsani, sciatrice alpina sanmarinese
- 11 ottobre - Jalen Thomas Brooks, attore statunitense
- 11 ottobre - Maja Chwalińska, tennista polacca
- 11 ottobre - Telma Encarnação, calciatrice portoghese
- 11 ottobre - Gianmarco Franchini, attore italiano
- 11 ottobre - Carlos Emiro Garcés Torres, calciatore colombiano
- 11 ottobre - Ronnie Hickman, giocatore di football americano statunitense
- 11 ottobre - MacBeth Mahlangu, calciatore sudafricano
- 11 ottobre - Daniel Maldini, calciatore italiano
- 11 ottobre - Dylan Mbayo, calciatore belga
- 11 ottobre - Viljami Sinisalo, calciatore finlandese
- 11 ottobre - Arian Smith, giocatore di football americano statunitense
- 12 ottobre - Malcom Adu Ares, calciatore spagnolo
- 12 ottobre - Brett Cooper, youtuber e attrice statunitense
- 12 ottobre - Ousseynou Niang, calciatore senegalese
- 12 ottobre - Raymond Ochoa, attore statunitense
- 12 ottobre - Tyler Scott, giocatore di football americano statunitense
- 13 ottobre - De'Von Achane, giocatore di football americano statunitense
- 13 ottobre - Jaylen Clark, cestista statunitense
- 13 ottobre - André Curbelo, cestista portoricano
- 13 ottobre - Demba Diallo, calciatore maliano
- 13 ottobre - Caleb McLaughlin, attore statunitense
- 13 ottobre - Nordin Musampa, calciatore olandese
- 13 ottobre - Ruke Orhorhoro, giocatore di football americano nigeriano
- 13 ottobre - Paolo Reyna, calciatore peruviano
- 13 ottobre - Cam Thomas, cestista statunitense
- 13 ottobre - Hákon Rafn Valdimarsson, calciatore islandese
- 13 ottobre - Celestino Vietti, pilota motociclistico italiano
- 14 ottobre - Erik Ahlstrand, calciatore svedese
- 14 ottobre - Turpal Bisultanov, lottatore danese
- 14 ottobre - Rowan Blanchard, attrice e attivista statunitense
- 14 ottobre - Lucas Esquivel, calciatore argentino
- 14 ottobre - Bendik Jakobsen Heggli, saltatore con gli sci norvegese
- 14 ottobre - Shi Haoyu, nuotatore artistico cinese
- 14 ottobre - Stefan Tomović, calciatore serbo
- 14 ottobre - Patrik Wålemark, calciatore svedese
- 15 ottobre - Carles Coll Martí, nuotatore spagnolo
- 15 ottobre - Nic Jones, giocatore di football americano statunitense
- 15 ottobre - Filip Krăstev, calciatore bulgaro
- 15 ottobre - Lester Lescay, lunghista cubano
- 15 ottobre - Dimităr Tonev, calciatore bulgaro
- 16 ottobre - Milena Baldassarri, ex ginnasta italiana
- 16 ottobre - Noah Frick, calciatore liechtensteinese
- 16 ottobre - Raphaël Lessard, sciatore alpino canadese
- 16 ottobre - Willian Pacho, calciatore ecuadoriano
- 16 ottobre - Nathan Patterson, calciatore scozzese
- 16 ottobre - Nahuel Petillo, calciatore uruguaiano
- 16 ottobre - Daniella Ramirez, nuotatrice artistica statunitense
- 17 ottobre - Daniel Andrei Cacina, saltatore con gli sci rumeno
- 17 ottobre - Lars Craps, ciclista belga
- 17 ottobre - Tommy Doyle, calciatore inglese
- 17 ottobre - Ian Glavinovich, calciatore argentino
- 17 ottobre - Gémima Joseph, velocista francese
- 17 ottobre - Olav Kooij, ciclista su strada olandese
- 17 ottobre - Francho Serrano, calciatore spagnolo
- 17 ottobre - Werik Popó, calciatore brasiliano
- 17 ottobre - Isaiah Todd, cestista statunitense
- 17 ottobre - Ozzy Trapilo, giocatore di football americano statunitense
- 18 ottobre - Felipinho, calciatore brasiliano
- 18 ottobre - Riccardo Favretto, rugbista a 15 italiano
- 18 ottobre - Li Tianma, sciatore freestyle cinese
- 18 ottobre - Patrick McMorris, giocatore di football americano statunitense
- 19 ottobre - Shanyder Borgelin, calciatore haitiano
- 19 ottobre - Diego Campillo, calciatore messicano
- 19 ottobre - Rúben Amaral, calciatore portoghese
- 19 ottobre - Leighton Clarkson, calciatore inglese
- 19 ottobre - N'Faly Dante, cestista maliano
- 19 ottobre - Edgardo Fariña, calciatore panamense
- 19 ottobre - Samuel Lobato, calciatore portoghese
- 19 ottobre - SpotemGottem, rapper statunitense
- 19 ottobre - Abylaihan Jūmabek, calciatore kazako
- 19 ottobre - Nelson Lemaire, calciatore dominicano
- 19 ottobre - Art Parkinson, attore irlandese
- 20 ottobre - Welay Berhe, ciclista su strada etiope
- 20 ottobre - Seid Korač, calciatore lussemburghese
- 20 ottobre - Sara Berardinelli, ginnasta italiana
- 21 ottobre - Matteo Bianchi, pistard italiano
- 21 ottobre - Luigi Casadei, atleta paralimpico italiano
- 21 ottobre - Cha Jun-hwan, pattinatore sudcoreano
- 21 ottobre - Pyry Hannola, calciatore finlandese
- 21 ottobre - Aleksandr Dmitrievič Malofeev, pianista russo
- 21 ottobre - Jessica Park, calciatrice inglese
- 21 ottobre - Georg Steinhauser, ciclista su strada tedesco
- 22 ottobre - Brian Branch, giocatore di football americano statunitense
- 22 ottobre - Santiago Hezze, calciatore argentino
- 22 ottobre - Jo Yu-ri, cantautrice e attrice sudcoreana
- 22 ottobre - Connor Murphy, triplista australiano
- 22 ottobre - Mateo Pellegrino, calciatore argentino
- 22 ottobre - Triantafyllos Tsapras, calciatore greco
- 23 ottobre - Marcus Bagley, cestista statunitense
- 23 ottobre - Mohamadou Lamine Bah, calciatore maliano
- 23 ottobre - Bakary Dibba, cestista danese
- 23 ottobre - Samson Ružencev, cestista russo
- 23 ottobre - David Schumacher, pilota automobilistico tedesco
- 23 ottobre - Mina Sundwall, attrice statunitense
- 23 ottobre - Sedrick Van Pran-Granger, giocatore di football americano statunitense
- 23 ottobre - Yan Siyu, tuffatore cinese
- 24 ottobre - Celin Bizet Ildhusøy, calciatrice norvegese
- 24 ottobre - Jack Lahne, calciatore svedese
- 24 ottobre - Leonardo Menjívar, calciatore salvadoregno
- 24 ottobre - Esteban Obregón, calciatore argentino
- 24 ottobre - Võ Minh Trọng, calciatore vietnamita
- 24 ottobre - Wang Zongyuan, tuffatore cinese
- 25 ottobre - Gabriel Barros, calciatore brasiliano
- 25 ottobre - Elisabetta del Belgio, principessa belga
- 25 ottobre - Chris Braswell, giocatore di football americano statunitense
- 25 ottobre - Lea Debeljak, cestista slovena
- 25 ottobre - Marcelo Fernández, calciatore paraguaiano
- 25 ottobre - Kinga Gacka, velocista polacca
- 25 ottobre - Aziel Jackson, calciatore statunitense
- 25 ottobre - Marita Kramer, saltatrice con gli sci austriaca
- 25 ottobre - Novak Mićović, calciatore serbo
- 25 ottobre - Alexander Satariano, calciatore maltese
- 25 ottobre - Yuito Suzuki, calciatore giapponese
- 25 ottobre - Sean Tucker, giocatore di football americano statunitense
- 25 ottobre - Severi Vierelä, sciatore freestyle finlandese
- 26 ottobre - Matteo Amella, ex ciclista su strada italiano
- 26 ottobre - Carson Foster, nuotatore statunitense
- 26 ottobre - Gaia Masetti, ciclista su strada italiana
- 26 ottobre - Gino Santilli, calciatore argentino
- 26 ottobre - Asami Ueno, goista giapponese
- 27 ottobre - Mohamed Kaba, calciatore francese
- 27 ottobre - Karel Espino, calciatore cubano
- 27 ottobre - Aleksandra Formella, velocista e mezzofondista polacca
- 27 ottobre - José Gutiérrez, pallavolista cubano
- 27 ottobre - Gleb Karpenko, ciclista su strada e ciclocrossista estone
- 27 ottobre - Koba Koindredi, calciatore francese
- 27 ottobre - Paolo Porro, pallavolista italiano
- 27 ottobre - Yu Shiotani, lottatore giapponese
- 28 ottobre - Sonay Kartal, tennista britannica
- 28 ottobre - Amadou Keita, calciatore guineano
- 28 ottobre - Raimonds Krollis, calciatore lettone
- 28 ottobre - Josip Teskera, taekwondoka croato
- 28 ottobre - Laura Worsøe, calciatrice danese
- 29 ottobre - Antonio Johnson, giocatore di football americano statunitense
- 29 ottobre - Dillon Jones, cestista statunitense
- 29 ottobre - Adilson Malanda, calciatore francese
- 29 ottobre - Gustavinho, calciatore brasiliano
- 29 ottobre - Jonathan Mogbo, cestista statunitense
- 29 ottobre - Arnau Ortiz, calciatore spagnolo
- 29 ottobre - Bujar Pllana, calciatore kosovaro
- 29 ottobre - Carlos Romero Serrano, calciatore spagnolo
- 29 ottobre - Gabriel Tota, calciatore brasiliano
- 30 ottobre - Laurin Curda, calciatore tedesco
- 30 ottobre - Mohammed Diomande, calciatore ivoriano
- 30 ottobre - Bruno Leyes, calciatore argentino
- 30 ottobre - Cezary Miszta, calciatore polacco
- 30 ottobre - Simone Rabbi, calciatore italiano
- 30 ottobre - Hannes Wilksch, ciclista su strada e pistard tedesco
- 30 ottobre - Zé Carlos, calciatore portoghese
- 30 ottobre - Adam Žouželka, giocatore di football americano ceco
- 31 ottobre - Raquel Carrera, cestista spagnola
- 31 ottobre - Tonka Hemingway, giocatore di football americano statunitense
- 31 ottobre - Nordine Kandil, calciatore francese
- 31 ottobre - Patricio Pizarro, calciatore argentino
- 31 ottobre - Aarón Quirós, calciatore argentino
- 31 ottobre - Agostino Spina, calciatore argentino
- 31 ottobre - Crysencio Summerville, calciatore olandese
- 31 ottobre - Killian Teixeira, giocatore di football americano svizzero
- 31 ottobre - Gidas Umbri, ciclista su strada e pistard italiano